# Vikram Seth
Pour les articles homonymes, voir Seth (homonymie).
Œuvres principales
- The Golden Gate
- Un garçon convenable
- Quatuor

Vikram Seth, né le 20 juin 1952 à Calcutta, est un poète et écrivain indien (Bengali) d'expression anglaise. Il est surtout connu pour son roman fleuve Un garcon convenable, publié en 1993. Il a fait ses études secondaires à la prestigieuse Doon School.

## Aperçu biographique
Très jeune, Vikram Seth est envoyé en Angleterre, puis aux États-Unis, pour poursuivre ses études. Cela lui donnera le goût des voyages et des découvertes, qui inspireront ses écrits.
Son premier livre, Mappings, un recueil de poèmes, a été publié par le Writers Workshop de P.C.Lal,  à Calcutta. The Golden Gate est un roman en vers. Il y raconte les vies de jeunes gens de San Francisco et contient des thèmes comme le plaisir, la religion, l'amour, etc.
Il est aussi scénariste pour la télévision.
Ouvertement bisexuel, Seth est devenu en 2006, l'un des leaders de la campagne contre la criminalisation pénale de l'homosexualité en Inde.

## Écrits

### Fiction
- Golden Gate (The Golden Gate), Le Livre de Poche, 1986, 336 p.  (ISBN 978-2-2531-5799-1)
- Un garçon convenable (A Suitable Boy), Grasset, 1993, 1224 p.  (ISBN 978-2-2464-8261-1)
- Arion et le dauphin (Arion and the Dolphin), Hachette, 1995, 28 p.  (ISBN 978-2013904643)
- Quatuor[4] (An equal music), Le Livre de Poche, 1999, 478 p.  (ISBN 978-2-2531-5380-1)

### Autobiographique
- Le lac du Ciel, Voyage du Sin-K'iang au Tibet (From Heaven Lake: Travels Through Sinkiang and Tibet), Grasset, 1983, 274 p.  (ISBN 978-2246484219)
- Deux vies : Une chronique familiale (Two Lives), Le Livre de Poche, 2005, 660 p.  (ISBN 978-2-2531-2914-1)